# 皐魯
皐魯（越南语：／），亦作皐通，是古代瓯雒的一位能工巧匠。
皐魯在史书上的记载最早出现于《水经注·卷三十七·交州外域记》，该书称他为“皐通”，皐魯是一位“神人”，为瓯雒国安阳王的一位将领。他为安阳王制造了一把“神弩”，这把弩一次射击可以杀死三百人。瓯雒国依靠这把神弩击退了南越王赵佗的侵略。赵佗派人求和，并让儿子赵仲始入赘瓯雒，娶安阳王之女媚珠为妻。
然而，安阳王却不知道皐魯是“神人”，对待他的态度很恶劣。皐魯因此决定离去，在临走之前对安阳王说：“能持有此弩的将可以称王，不能持有的就会丧失国家。”
皐魯离开后，仲始暗中破坏了神弩，最终瓯雒为南越所灭。
今日越南各地有寺庙祭祀他。